# بلیتس‌کریگ
بلیتسکریگ یک واژهٔ آلمانی به معنای «جنگ برق‌آسا» است که در جنگ جهانی دوم تبدیل به واژه‌ای فراگیر شد. بلیتس‌کریگ در مفهوم اختصاصی به گونه‌ای از دکترین نظامی و تاکتیک عملیات رزمی اشاره دارد. در سطح تاکتیکی بلیتس‌کریگ صورتی از نبرد است که در آن با تهاجم متمرکز نیروهای زرهی و مکانیزه با پشتیبانی گسترده هوایی و توپخانه نقاط خاصی از خط مقدم دشمن هدف قرار می‌گیرد تا پس از شکسته شدن آن با اجرای پیشروی‌های عمیق در پشت مواضع دشمن نظام فرماندهی و تدارکاتی آن با اختلال مواجه شود و مقادیر زیادی از نیروهای آن به محاصره درآمده و منهدم شوند تا یک پیروزی سریع حاصل گردد. در سطح راهبردی بلیتس‌کریگ حالتی از جنگ است که در آن شکاف بین اهداف جنگی و پتانسیل ناکافی قدرت در فائق آمدن بر دشمنان از طریق شکست دادن آن‌ها یکی پس از دیگری در قالب مجموعه‌ای از لشکرکشی‌های انفرادی، پشت سر هم و کوتاه مدت پوشش داده می‌شود.

## پیشینه کاربرد واژه
تاریخچه اولیه کاربرد واژهٔ بلیتس‌کریگ در هاله‌ای از ابهام قرار دارد. عده‌ای معتقدند این واژه نخستین بار توسط آدولف هیتلر به کار برده شده‌است درحالیکه عده دیگری آن را مربوط به یوزف گوبلس دانسته‌اند. برخی به اشتباه آغاز کاربرد این واژه را به پس از موفقیت‌های شگفت‌آور ورماخت در روزهای آغازین جنگ جهانی دوم نسبت داده‌اند درحالیکه بررسی دقیق تالیفات نظامی نشان‌گر این است که این واژه پیش از جنگ جهانی دوم نیز در آلمان شناخته‌شده بود. واژه بلیتس‌کریگ در مقاله‌ای از گاه‌نامه نظامی دویچه‌ور در سال ۱۹۳۵ دیده می‌شود. تحلیل جزئی‌تری از این واژه نیز در هفته‌نامه میلیته‌ووخن‌بلات در سال ۱۹۳۸ به چشم می‌خورد. با این حال برگزیدن چنین واژگانی در ادبیات نظامی آلمان پیش از جنگ جهانی دوم نادر بود. به هر صورت از واژه بلیتس‌کریگ عملاً هیچگاه در واژگان نظامی رسمی ورماخت در طول جنگ جهانی دوم نیز استفاده نشد و تنها اهمیت آن به روزنامه‌نگاری تبلیغاتی مربوط می‌شد. مخصوصاً پس از پیروزی فوق‌العاده سریع آلمان بر فرانسه در تابستان سال ۱۹۴۰، روزنامه‌های آلمانی پر از آن شدند.
با آغاز افول اقبال نیروهای آلمانی اواخر سال ۱۹۴۱ در شوروی و شکست کاربرد این تاکتیک، کاربرد واژه بلیتس‌کریگ نیز رو به کاهش نهاد و ایجاد آن هم جهت رفع اتهام باورهای غیر واقع‌بینانه، به بریتانیایی‌ها نسبت داده شد. همزمان استفاده از مشتقات این واژه متداول گشت. به عنوان مثال به سربازان آلمانی بلیتسر و به حملات هوایی آلمان به لندن بلیتس گفته شد.
از این واژه همچنین برای طبقه‌بندی لشکرکشی‌های نظامی پس جنگ جهانی دوم نیز استفاده شد. برای مثال از تهاجم غافلگیرانه ناموفق عراق به ایران در سال ۱۹۸۰، در برخی رسانه‌ها با عنوان نسبتاً کنایه‌آمیز «آهسته‌ترین بلیتس‌کریگ تاریخ» یاد شده‌است.

## تعریف
تعریف یگانه و وحدت‌بخشی برای بلیتس‌کریگ وجود ندارد به شکلی که از آن به «آشفتگی در تعبیر» یاد شده‌است. به ندرت یک اصطلاح در تاریخ نظامی در این اندازه تعبیرهای مختلفی به خود گرفته‌است. با این حال می‌توان برداشت‌ها از آن را به دو بخش تقسیم کرد:
1. عملیاتی-تاکتیکی: واژه بلیتس‌کریگ در تالیفات نظامی آلمانی پیش از جنگ جهانی دوم و در هنگام آن، بنا بر قاعده در بستر نظامی محض و به عنوان مفهومی عملیاتی-تاکتیکی به کار برده می‌شد. بر این اساس می‌توان آن را به صورت «به‌کارگیری متمرکز نیروهای زرهی و هوایی برای سردرگم کردن دشمن با غافل‌گیری و سرعت جهت به محاصره درآوردن آن پس از شکستن موفق خط مقدم از طریق تهاجم‌های عمیق با هدف شکست سریع دشمن» تعریف کرد.[۴]
2. راهبردی: مفهوم بلیتس‌کریگ به شکلی بسیاری جامع‌تری نیز تعبیر شده‌است. یکی از ویژگی‌های اصلی این تعبیر اتصال نزدیک آن به اقتصاد نظامی رایش سوم است که بسیاری از آن با عنوان "اقتصاد بلیتس‌کریگ" یاد کرده‌اند. این فرضیه بلیتس‌کریگ را «راهبرد آلمان برای پوشش دادن شکاف عمیق بین اهداف دور دست جنگی و پتانسیل ناکافی قدرت در فائق آمدن بر دشمنان، از طریق شکست دادن آن‌ها یکی پس از دیگری در قالب مجموعه‌ای از لشکرکشی‌های انفرادی، پشت سر هم و کوتاه مدت» تعریف می‌کند.[۵] این مفهوم در بعد راهبردی اهداف متعددی را دنبال می‌کرد:
  1. سیاست خارجی: منزوی کردن کشور هدف و محدود ساختن حوزه درگیری جهت اجتناب از گرفتاری در یک جنگ طولانی، کش‌دار و چند جبهه‌ای فرسایشی
  2. سیاست داخلی: تشویق مردم به جنگ و اجتناب از یک جنگ طولانی که فشار زیادی بر پایداری مردم وارد آورد
  3. اقتصادی: بسیج پتانسیل قدرت کشور در بستر امکان یک تسلیح سریع در عرض (در مقابل تسلیح در عمق) جهت ایجاد یک ظرفیت راهبردی در تهاجم اولیه برای برتری تسلیحاتی لااقل موقت بر دشمنی که به شکل غافلگیرانه مورد تهاجم قرار خواهد گرفت
  4. نظامی: غلبه بر دشمن پس از حصول عنصر غافل‌گیری از طریق به‌کارگیری نیروهای سریع مکانیزه با پشتیبانی هوایی و به محاصره درآوردن قوای دشمن در قالب عملیات‌های محاصره گسترده جهت کسب یک پیروزی سریع و تعیین‌کننده[۵]

## پیشینه مفهومی
مفهوم بلیتس‌کریگ پیش از آن که چنین واژه‌ای درباره‌اش به کار رود مطرح شده بود. ریشه این مفهوم را می‌توان در تفکرات نظامی هلموت فن مولتکه و آلفرد فن شلیفن، دو تن از روسای ستاد کل نیروی زمینی امپراتوری آلمان در نیمه دوم سده نوزدهم یافت. با نگاه به شرایط راهبردی آلمان، با قرار گرفتن در مرکز اروپا در محاصره دشمنان بالقوه و بالفعل، فن مولتکه به این نتیجه رسید که تنها گزینه برای آلمان کسب پیروزی سریع بر یکی از دشمنان، مشخصا فرانسه و سپس تمرکز تمام قوا بر دیگری، مشخصا روسیه، است. از این طریق از جنگ در دو جبهه اجتناب می‌شد و آلمان با منابع محدود همزمان در مقابل دو دشمن قدرتمند قرار نمی‌گرفت. به هر حال افزایش مداوم بزرگی نیروهای مسلح نوین و توسعه تسلیحات جدید دستیابی به چنین اهدافی را دشوار می‌کرد. فن شلیفن جهت حل این مشکل با گسترش مفهوم نبرد محاصره‌ای (Kesselschlacht) از نقطه نظر تاکتیکی به سطح عملیاتی، طرح گسترده‌ای را آماده کرد. طرح فن شلیفن بر پایه ریسک زیاد اما محاسبه‌شده‌ای قرار گرفته بود. او برآورد می‌کرد بسیج روسیه برای جنگ شش هفته بیش از آلمان و فرانسه به طول خواهد انجامید. بر این اساس فرانسه در عرض آن شش هفته شکست داده می‌شد و آلمان سپس رو به شرق می‌آورد و روسیه را نیز شکست می‌داد. ایده فن شلیفن برای فرانسه در یک محاصره بزرگ به دو قسمت تقسیم گشته بود. در بخش نخست بیشتر نیروهای دشمن در اراضی گسترده شمالی به محاصره درمی‌آمدند و در بخش دوم به مابقی فرانسه پرداخته می‌شد.
پس از شکست طرح فن شلیفن در جنگ جهانی اول، تغییر عمیق ماهیت جنگ‌ها تدریجاً در حال عیان شدن بود. جنگ‌های سده‌های هجدهم و نوزدهم با تفنگ‌هایی با برد مؤثر ۱۰۰ متر و توپ‌هایی با برد مؤثر ۱۰۰۰ متر اتفاق می‌افتاد. در نتیجه، مهاجمان می‌توانستند توده کافی از نیروهای دارای برتری عددی را خارج از برد تسلیحاتی مدافعان متمرکز نماید و با شدت عمل لازم به موفقیت دست یابند. پیشرفت‌های فناورانه از میانه سده نوزدهم موجب تغییر تدریجی این شرایط شد. با افزایش برد تسلیحات مدافعان می‌توانستند در فاصله‌ای دورتر و زودتر با مهاجمان درگیر شوند و تلفات بیشتری به آن‌ها وارد کنند. تسلیحات ته‌پر جای تسلیحات سر پر را گرفت تا هم نرخ آتش افزایش پیدا کند و هم امکان بارگذاری و شلیک از پشت جان‌پناه فراهم آید. در نهایت اختراع مسلسل و خشاب برای تفنگ‌ها وزنه مزیت را در نبردگاه هر چه بیشتر به سمت مدافعان برد. به سبب افزایش تأثیر تسلیحات، توان آتش بر تحرکات رزمی سلطه یافته بود. در این شرایط عملیات‌های برد بلند اغلب پیش از آغاز زیر آتش گسترده مسلسل‌ها و توپخانه در نطفه خفه شده و به یک جنگ کش‌دار در نبردهای موضعی می‌انجامیدند.
بن‌بست رزم سنگری در جنگ جهانی اول کابوسی بود که با وجود همه تلاش‌ها جهت اجتناب از آن، آلمان با آن مواجه گردید. آلمانی‌ها تلاش کردند با رخنه‌های عمیق و بزرگ در خطوط دشمن، این بن‌بست را بشکنند؛ با این حال، این اقدامات تقریباً همواره فاجعه‌بار بودند و تلفات سنگینی به بار آوردند. در این شرایط تصور می‌شد عامل تعیین‌کننده از میدان‌های نبرد به کارخانه‌ها منتقل گشته و تقابل کشورها به شکل جنگ‌های طولانی‌مدت اقتصادی درآمده است. آلمان نمی‌توانست امیدی به پیروزی در این جنگ فرسایشی داشته باشد. اقدام قدرت‌های دریایی غربی در قطع دسترسی آلمان به منابع غذا و مواد اولیه از طریق محاصره آن در این بستر صورت گرفت.
ستاد کل نیروی زمینی آلمان با فراگیری از تجربیات جنگ جهانی اول، دیگر بر این باور نبود که در عصر هواگرد و نیروهای زرهی امکان حصول پیروزی‌های سریع بر دشمنان قدرتمندتر وجود دارد. سال ۱۹۳۷، بزرگ‌دریابد اریش ردر با طرح سناریویی در تبیین نگاه ورماخت در ارتباط با ماهیت جنگ آینده اذعان داشت: «پیروزی نصیب کشوری خواهد شد که جمعیت بیشتر و دسترسی نامحدود به مواد و غذا دارد.» از این رو، او نسبت به تلاش در جهت رسیدن به نتیجه از طریق یک عملیات بزرگ هشدار داد. بدین طریق نگاه بدبینانه‌ای به چنین عملیات‌هایی در بین عموم افسران ارشد آلمانی وجود داشت. سپهبد لودویگ بک، رئیس ستاد کل نیروی زمینی آلمان در این باره می‌گوید: «ایده یک جنگ برق‌آسا (بلیتس‌کریگ) یک توهم است. می‌توان از تاریخ نوین رزم فهمید که حملات غافلگیرکننده به ندرت به موفقیت پایا رسیده‌اند.»
وقوع «معجزه سدان» و پیروزی خارق‌العاده آلمان در نبرد فرانسه با یک عملیات موسوم به «زیشل‌اشنیت» (برش داس) تنها در عرض دو هفته، سبب تغییر بنیادین نگاه افسران آلمانی به مفهوم بلیتس‌کریگ و دگرگونی ماهیت جنگ در نبردگاه شد. هیتلر و تعدادی از ژنرال‌های آلمانی به این تصور رسیدند که با استفاده از بلیتس‌کریگ راز شکست دشمنان را یافته‌اند؛ ابزار معجزه‌آسایی که می‌تواند آن‌ها را بر دشمنانی حتی از نظر اقتصادی و راهبردی بسیار برتر فائق آورد. در این بستر، دشمنی که در بلند مدت دارای برتری بود، با یک حمله غافلگیرکننده شکست داده می‌شد.

## تکامل کاربردی

### پیش از جنگ جهانی اول
استفاده آلمانی‌ها از تحرک در میدان نبرد برای غافلگیر کردن دشمن سابقه‌مند است. فریدیش کبیر در نبرد لویتن در ماه دسامبر سال ۱۷۵۷ در ابتدا سپاه خود را به سمت جناح راست اتریشی‌ها پیش برد؛ سمس با تغییر جهت یورش مخربی به جناح چپ آن‌ها صورت داد. پیروزی حاصل به اندازه‌ای خیره‌کننده بود که ناپلئون آن را «شاهکار تحرک» نامید. صد سال بعد هلموت فن مولتکه، ژنرال پروسی با بسیج سریع نیروهای ذخیره، تمرکز غافلگیرکننده مقدار زیادی نیرو با ایجاد خطوط همگرای راهپیمایی برای آن‌ها و استفاده تاکتیکی از خطوط آهن برای تحرکات و تدارکات موفق به دستیابی به پیروزی‌های بزرگی علیه دانمارکی‌ها، اتریشی‌ها و فرانسوی‌ها شد. در جنگ سال ۱۸۷۰ با فرانسه، فن مولتکه ۴۷۵ هزار نفر را در ۴ ارتش گرد آورد و یک حرکت چرخشی بزرگ برای قرار گرفتن در پشت فرانسوی‌ها اجرا کرد. این تهاجم به اندازه‌ای موفقیت‌آمیز بود که پروسی‌ها قادر شدند ارتش‌های فرانسه را از هم جدا کنند و تک‌به‌تک شکست دهند تا در نهایت بر جنگ پیروز شوند.

### جنگ جهانی اول
درحالیکه متفقین غربی پاسخ را در تانک می‌دیدند، آلمانی‌ها برای شکستن بن‌بست رزم سنگرهای جنگ جهانی اول به دنبال دستیابی به راه حلی تاکتیکی بودند. در قابل راه حل مطرح گشته اندازه لشکرهای آلمانی از چهار هنگ به سه هنگ کاهش پیدا کرد. تمرینات حول یگان‌های کوچک‌تر و متحرک‌تری با عنوان «گروه رزمی» درون هر گروهان، انجام می‌گرفت. این یگان‌ها می‌بایست غافلگیری را چاشنی کار خود می‌کردند. تمرکز مخفیانه نیرو از جمله شب هنگام یا در آخرین لحظه و گلوله‌باران کوتاه، شدید و دقیق توپخانه حمله اولیه را دنبال می‌نمود. یگان تاکتیکی جوخه‌ای با ۱۴ تا ۱۸ نفر بود و هر جوخه آتش پایه آتش خود را که شامل یک مسلسل سبک و خمپاره‌انداز می‌شد، داشت. پیاده‌نظام تهاجمی با آموزش‌های ویژه پیشروی را صورت می‌داد و نقاط ضعف دشمن را کاوش می‌کرد. نقاط مستحکم دشمن برای حفظ شدت حمله، با هر قیمتی پشت سر گذاشته می‌شد. پشت سر یگان‌های تهاجمی، نیروهای ذخیره در نقطه بیشترین پیشروی به کارگرفته می‌شدند تا رخنه در خطوط دشمن را تقویت کنند. در همین حال نیروهای ذخیره دیگر دشمنان به محاصره افتاده را منهدم می‌نمودند. در همین حال، هنگ‌ها و لشکرها با حمله به جناحین تازه پدید آمده دشمن و پشت سر آن‌ها در هر دو طرف، پهنای رخنه پدید آمده را بیشتر می‌کردند. توپخانه پشت سر پیاده‌نظام پیشروی می‌نمود تا آتش مداوم بر سر خطوط پشتی دشمن را حفظ کند. هواگردها نیز دشمنان در محاصره و نیروهای ذخیره آن را بمباران می‌کردند.

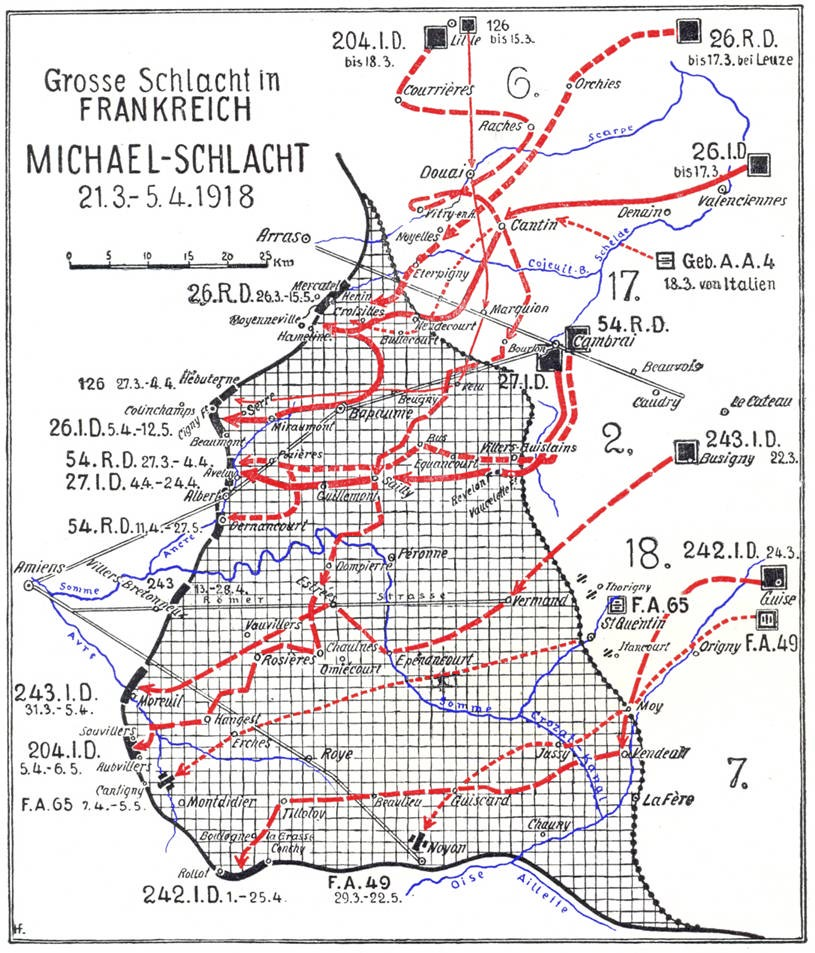
عملیات میشائیل، ماه‌های مارس و آوریل سال ۱۹۱۸

پس از یک محاصره بی‌ثمر طولانی، آلمانی‌ها با به‌کارگیری این تاکتیک شهر ریگا را در جبهه شرقی ماه سپتامبر سال ۱۹۱۷ در عرض دو روز به تصرف خود درآوردند. تاکتیک جدید در مقیاسی گسترده‌تر در سال ۱۹۱۸ در عملیات میشائیل در فلاندر استفاده شد. با آغاز عملیات از روز ۲۱ مارس، نیروهای تهاجمی آلمانی در ابتدا نتایج خارق‌العاده‌ای کسب کردند. آلمانی‌ها با پشت سر گذاشتن نقاط مستحکم، مقاومت ضعیف دشمن در نقاط دیگر را در هم شکستند و پیش رفتند. به هر صورت در نهایت مشخص شد امکان بدل گشتن این موفقیت تاکتیکی به پیروزی راهبردی وجود ندارد. آلمانی‌ها قادر به حفظ پشتیبانی نیروهای توپخانه در فاصله نزدیک پشت سر نیروهای جلودار نشدند. این مسئله در کنار برخورد مهاجمان به دفاع سرسختانه متفقین، به ویژه از طرف نیروهای نسبتاً تازه‌نفس آمریکایی، موجب کند شدن تهاجم گردید. پنج تهاجم آلمان تلفات گسترده‌ای به بریتانیایی‌ها و فرانسوی‌ها وارد آورد اما آخر کار بیشتر نیروهای تهاجمی آلمانی را نیز از بین برد. با از دست رفتن بهترین نیروها، روحیه آلمانی‌ها تضعیف شد تا ضد حمله متفقین در ماه اوت همان سال با سهولت بیشتری پیش برود. بدین ترتیب آلمان عملاً در جنگ شکست خورد.

### دوره میان‌دوجنگ
نیروهای مسلح به شدت تقلیل‌یافته جمهوری وایمار دست به تحلیل درس‌های فرا گرفته شده از جنگ جهانی اول زدند. دست کم ۵۷ کمیته بدین منظور تشکیل شد. آلمانی‌ها بدین طریق دکترین نظامی خود را بر پایه انعطاف‌پذیری، ابتکار عمل در تمامی سطوح و رهبری مهاجمانه بنیان نهادند. در این دکترین ترکیب کردن تسلیحات برای رسیدن به موفقیت ضروری تلقی می‌شد. رایشسور به صورت جدی تاکتیک‌های نیروهای زرهی را بین سال‌های ۱۹۲۲ تا ۱۹۲۸ مورد آزمایش قرار داد. مجموعه‌ای از تمرینات گردان‌هایی با تانک‌های ساختگی سال‌های ۱۹۳۱ و ۱۹۳۲ انجام گرفت. شکل‌دهی به مفهوم بلیتس‌کریک یک فرایند «تکاملی» بود و اتصال با گذشته نیروهای مسلح را قطع نمی‌کرد. آنچه «انقلابی» به حساب می‌آمد بهره‌برداری از پیشرفت‌های فناوری در تاکتیک‌های از پیش موجود بود. بدین شکل پیش از رسیدن آدولف هیتلر به قدرت و تشکیل رایش سوم در سال ۱۹۳۳، نیروی زمینی آلمان تمام زمینه‌های نظری بلیتس‌کریگ را ایجاد کرده بود.
در همین راستا، آلمانی‌ها ماه ژوئن سال ۱۹۳۴ فرماندهی نیروهای موتوریزه را تحت امر سپهبد اسوالت لوتس و ریاست ستاد سرهنگ هاینتس گودریان، تشکیل دادند. نخستین سه لشکر زرهی ورماخت روز ۱۵ اکتبر سال ۱۹۳۵ ایجاد شد.

## نحوه اجرا

### نقطه اصلی تمرکز
نخستین مرحله در اجرای بلیتس‌کریگ طرح‌ریزی بود. آلمانی‌ها به عنوان نیروی مهاجم مزیت‌های زیادی در این رابطه داشتند؛ چرا که می‌توانستند «نقطه اصلی تمرکز» (Schwerpunkt) را برگزینند. نحوه استقرار نیروهای دشمن معمولاً فرایند انتخاب محل رخنه را نسبتاً آسان می‌کرد. برای مثال، فرماندهی عالی لهستان برای حفظ تمامی کشور بیشتر نیروهای خود را در طول مرز با آلمان قرار داد. به همین شکل در فرانسه و کشورهای سفلی در سال ۱۹۴۰، متفقین در تلاش بودند تمامی خط مقدم از کانال مانش تا مرز سوئیس را حفظ کنند و در عمل همه جا قدرتمند باشند. این بدان معنا بود که دشمنان آلمان در نقاطی که از طرف آن‌ها به عنوان محل رخنه برگزیده می‌شد ضعیف بودند. با وجود این که شوروی پیش از آغاز عملیات بارباروسا نیروهای خود را در سه کمربند پشت‌سرهم در طول خط مرز آرایش داده بود اما باز هم اشتباه آن‌ها در تمرکز کردن یگان‌ها در فاصله کمی از مرز بود. علاوه بر این فرماندهی عالی شوروی به اشتباه تصور می‌کرد تهاجم اصلی ورماخت از جنوب مرداب‌های پریپیات خواهد بود و از این رو نیروهای خود را در آن قسمت متمرکز کرد. بدین شکل با حمله بیشتر نیروهای مکانیزه آلمانی از شمال این مرداب‌ها، توازن قوا به نفع آن‌ها شد.

### شناسایی
پس از آن که طرح برای برگزیدن محل یا محل‌های رخنه نهایی شد، مرحله شناسایی انجام می‌شد. این مرحله با تأمین اطلاعات دقیقی از موقعیت و توان یگان‌ها و دفاع دشمن برای فرماندهی عالی برای موفقیت حمله حیاتی بود. برای مثال، پیش از تهاجم به شوروی، لوفت‌وافه بیش از ۳۰۰ پرواز شناسایی بر فراز اراضی این کشور صورت داد. آلمانی‌ها با استفاده از اطلاعات به دست آمده با حملات هوایی در عرض چهار روز ۳۰۰۰ هواگرد شوروی را از بین بردند.

### غافلگیری
پنهان‌کاری یکی دیگر عوامل تعیین‌کننده در جریان مرحله آماده‌سازی بلیتس‌کریگ بود. فرماندهی عالی آلمان تلاش می‌کرد پیش از آغاز درگیری کشور هدف را دربارهٔ قصد خود فریب دهد. برای مثال، تا پیش از آغاز عملیات بارباروسا، فرماندهی عالی ورماخت خطاب به شوروی منظور از گردآوری نیروهای خود در نواحی شرطی را فریب بریتانیا و تمرین برای عملیات زی‌لووه برای تهاجم به جزیره بریتانیا خارج از برد بمب‌افکن‌ها و هواگردهای شناسایی آن عنوان می‌داشت. علاوه بر این بیشتر یگان‌های لوفت‌وافه تا آخرین ماه پیش از آغاز عملیات در مناطق غربی یا خود آلمان باقی ماندند و سپس به سرعت به پایگاه‌های از پیش آماده با تمهیدات استتار منتقل شدند.
غافلگیری مزیت‌های زیادی برای مهاجم در جنگ فرا می‌آورد. با عمل به بلیتس‌کریگ زمان و تاریخ دقیق حمله از دشمن پوشیده می‌شد. بدین شکل هنگام آغاز تهاجم بلاتکلیفی و آشفتگی در دشمن یاری‌گر پیشروی آلمانی‌ها بود. طبیعتاً برای حصول چنین غافلگیری تهاجم بدون اعلان جنگ قبلی صورت می‌گرفت.

### پشتیبانی هوایی
برتری هوایی کامل برای موفقیت جنگ برق‌آسای آلمان بسیار مهم بود. بر این اساس لوفت‌وافه (نیروی هوایی) بیشتر امکانات خود را هنگام آغاز کارزار به کار می‌گرفت. این نیرو برای تهاجم به لهستان ۷۰ در از بمب‌افکن‌ها، تمام بمب‌افکن‌های شیرجه‌ای و نیمی از جنگنده‌های خود را به کار بست. لوفت‌وافه نقش اصلی در بلیتس‌کریگ داشت. نخست انهدام نیروی هوایی دشمن ترجیحاً بر روی زمین پیش از آن که قوای خود را بسیج کند و به هوا برخیزد. این مهم در لهستان تنها دو روز به طول انجامید و از روز سوم تمرکز لوفت‌وافه بر صنعت تولید هواگرد و مهمات لهستان قرار گرفت. دومی که فقط پس از برقراری برتری هوایی امکان اجرای آن بود، پشتیبانی نزدیک هوایی از یگان‌های زمینی بود. در کارزار فرانسه لوفت‌وافه این دو نقش را از همان ابتدا به صورت همزمان اجرا کرد. ایجاد برتری هوایی آسیب‌پذیری محل تمرکز نیروها نسبت به حملات هوایی دشمن را کاهش می‌داد و با تأمین آتش پشتیبانی از آسمان، عقب ماندن یگان‌های توپخانه در اثر سرعت بالای پیشروی را جبران می‌کرد. در عملیات‌های پشتیبانی هوایی هواگردهای لوفت‌وافه بر هدف گرفتن مراکز تدارکاتی و ارتباطی، تجمع نیروهای ذخیره دشمن و یگان‌های در حال عقب‌نشینی آن متمرکز می‌شدند. با بهره‌گیری از برتری هوایی پدید آمده لوفت‌وافه در مواردی از جمله در نروژ و بلژیک، دست به عملیات‌های هوابرد زد. چتربازهای آلمانی با فرود پشت خطوط دشمن علاوه بر تسخیر نقاط کلیدی همانند استحکامات، پایگاه‌های هوایی و پل‌ها، ضربه سختی به روحیه دشمن وارد می‌آوردند و گاهی موجب آشفتگی در رده‌های آن می‌شدند.